# Tylecodon grandiflorus
Tylecodon grandiflorus ist eine Pflanzenart der Gattung Tylecodon in der Familie der Dickblattgewächse (Crassulaceae).

## Beschreibung
Tylecodon grandiflorus wächst flach und als wenig verzweigte Sukkulente. Die runden und stumpfen Triebe kriechen mit aufgerichtetem Ende und sind mit 2 Millimeter hohen Phyllopodien bedeckt, die aber auch fehlen können. Die graue bis gelbliche Rinde schält sich ab. Die zusammengedrängt stehenden und aufsteigenden Blätter werden 6 bis 14 Zentimeter lang und 0,6 bis 1,5 Zentimeter breit. Die kahle Blattspreite ist linealisch-ellipstisch bis linealisch verkehrt lanzettlich geformt. Die Oberseite ist gefurcht bis rinnig, die Unterseite konvex ausgebildet. Zur Blattbasis hin läuft die Spreite spitz zu, die Blattspitze ist stumpf.

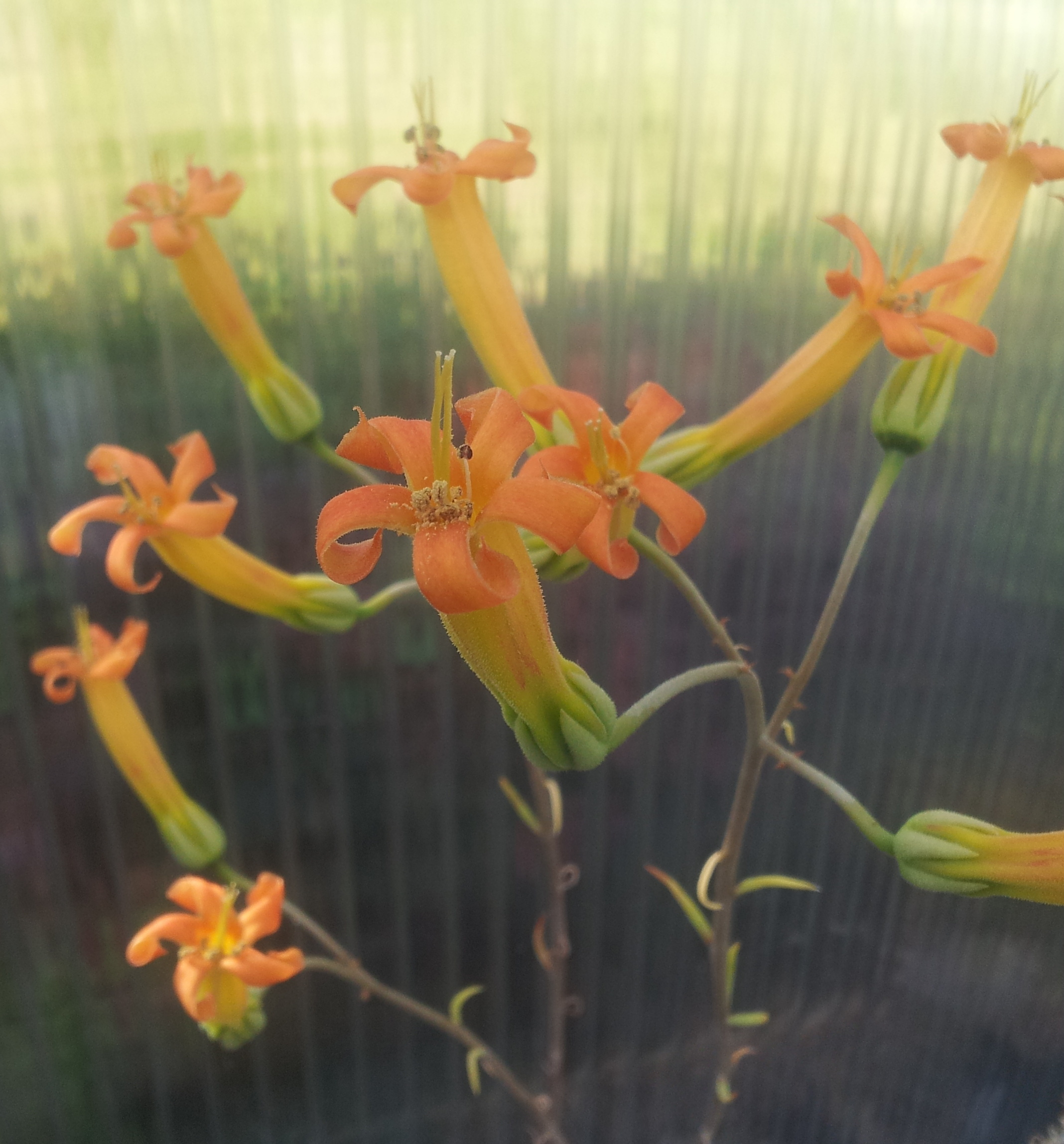
Einzelblüten und Blütenstand

Die Blütenstände bilden bis zu 60 Zentimeter hohe Thyrsen mit 1 bis 5 Monochasien. Der Blütenstandstiel wird bis 50 Zentimeter hoch und hat an seiner Basis einen Durchmesser von 4 Millimeter. Die linealischen Tragblätter werden 10 bis 12 Millimeter lang. Die ausgebreitet-aufsteigenden Einzelblüten erscheinen an einem 3,5 bis 4 Zentimeter langen Blütenstiel. Die 7 Millimeter langen und 2 Millimeter breiten Kelchblätter sind linealisch-dreieckig geformt und mit Drüsenhaaren besetzt.  Die gebogen-röhrige und orangerot gefärbte Kronröhre ist zum Schlund hin leicht erweitert und wird 3 bis 4 Zentimeter lang. Sie ist mit Drüsenhaaren versehen. Die Art hat die größten Blüten innerhalb der Gattung.

## Systematik und Verbreitung
Tylecodon grandiflorus ist in Südafrika in den Provinzen Nordkap und Westkap in Strandveld, Renosterveld und in der Sukkulenten-Karoo verbreitet. Die Erstbeschreibung erfolgte 1768 durch Nicolaas Laurens Burman als Cotyledon grandiflora. Helmut Richard Tölken stellte die Art 1978 in die Gattung Tylecodon.
Synonyme sind Cotyledon tuberculosa Lam. und Cotyledon curviflora Sims.